# Eskifjörður
Eskifjörður est une localité islandaise de la municipalité de Fjarðabyggð située sur une péninsule à l'est de l'île, dans la région de l'Austurland. En 2011, le village comptait 1043 habitants.

## Géographie

### Localités limitrophes
| Egilsstaðir   |             | Neskaupstaður |
| Reyðarfjörður | Eskifjörður |               |
|               |             |               |

## Démographie
En 2016, on compte environ 1050 habitants .

## Personnalités liées à la localité
Dans le roman Etranges Rivages, le commissaire Erlendur, hero des romans d’Arnaldur Indridason fait un voyage dans les Fjords de l’Est et retrouve ses souvenirs d’enfance à Eskifjordur.